# شتات ألماني
الشتات الألماني (بالألمانية: Deutschstämmige، يُلفظ [ˈdɔɪ̯t͡ʃˌʃtɛmɪɡə]) يتكوّن من الألمان وأحفادهم الذين يعيشون خارج ألمانيا. ويُستخدم هذا المصطلح بشكل خاص للإشارة إلى جوانب هجرة الناطقين بالألمانية من وسط أوروبا إلى بلدان مختلفة حول العالم.
ويُفهم مصطلح "ألماني" هنا بوصفه وصفًا اجتماعيًا لغويًا (سوسيولغويًا) وليس قوميًا صرفًا، نظرًا لأن الجماعات المهاجرة جاءت من مناطق متنوعة تتميّز بعادات ثقافية مختلفة ولهجات ألمانية متعددة. فعلى سبيل المثال، كان يُطلق على الألزاسيين والهيسّيين ببساطة اسم "ألمان" عند وصولهم إلى أوطانهم الجديدة.

## المصطلحات
فولكسدويتشه (Volksdeutsche وتعني "الألمان العرقيون") هو مصطلح تاريخي نشأ في أوائل القرن العشرين، واستخدمه النازيون للإشارة إلى الألمان من أصول عرقية، الذين يعيشون خارج ألمانيا النازية دون أن يحملوا جنسيتها، رغم أن كثيرين منهم عاشوا في تلك المناطق لقرون. وخلال الحرب العالمية الثانية، حظر هتلر استخدام هذا المصطلح لأنه بدأ يُستخدم بشكل تحقيري ضد العديد من الألمان العرقيين المنضمين لقوات الأمن الخاصة. لا يزال العديد من المؤرخين يستخدمون هذا المصطلح، سواء عن قصد أو عن جهل، دون إدراك لتاريخه المرتبط بالأيديولوجيا النازية.
أوسلاندس دويتشه (Auslandsdeutsche، والصفة منها auslandsdeutsch) هو مفهوم يُشير إلى المواطنين الألمان — بغض النظر عن أصولهم العرقية — الذين يعيشون في الخارج، أو إلى الألمان العرقيين الذين يدخلون ألمانيا قادمين من دول أخرى. أما اليوم، فيُقصد به مواطن ألماني يعيش بشكل دائم أو شبه دائم في بلد أجنبي (بما في ذلك المغتربون مثل المحاضرين الأكاديميين ضمن برامج التبادل طويلة الأمد)، وهم يُسمح لهم بالتصويت في الانتخابات الألمانية، لكنهم عادة لا يدفعون الضرائب في ألمانيا بل في بلدان إقامتهم.
وفي سياق أوسع لكنه لا يزال صحيحًا، يُستخدم مصطلح أوسلاندس دويتشه في الخطاب العام كبديل عن مصطلح فولكسدويتشه ذي الحمولة الأيديولوجية، للإشارة إلى أشخاص يعيشون خارج ألمانيا ولا يحملون جنسيتها لكنهم يُعرّفون أنفسهم على أنهم ألمان — سواء ثقافيًا أو عرقيًا.

## التوزيع
يشكّل الألمان العرقيون أقلية سكانية في العديد من الدول. وتتناول الأقسام التالية بإيجاز التوزيع التاريخي والحالي للألمان العرقيين حسب المناطق، مع استثناء عام للمغتربين الألمان المعاصرين الذين يتواجدون في الولايات المتحدة، والدول الإسكندنافية، والمراكز الحضرية الكبرى حول العالم. يُشكّل الأشخاص من أصول ألمانية جزئية مجموعة أقلية مهمة في عدد من البلدان، منها: كندا (نحو 10% من السكان)، الأرجنتين (نحو 10%)، البرازيل (نحو 3%)، أستراليا (نحو 4.5%)، تشيلي (نحو 6%)، ناميبيا، وسط وشرق أوروبا، بما في ذلك: بولندا، المجر، رومانيا، وروسيا.
الأرقام التالية تقديرية فقط، وقد تكون الأعداد الحقيقية أعلى من ذلك، بسبب صيغ الأسئلة المضلّلة أحيانًا في التعدادات السكانية في بعض الدول (مثل بولندا)، إضافة إلى عوامل أخرى، مثل نسبة المشاركة في التعدادات.
| الدولة           | ذوو الأصل الألماني  | المواطنون الألمان   | ملاحظات                                          |
| ---------------- | ------------------- | ------------------- | ------------------------------------------------ |
| الولايات المتحدة | 46,882,727 (2012)   | 132,000 (2019)      | أكبر جالية ألمانية خارج ألمانيا                  |
| البرازيل         | 5–12 مليون          | 40,980              | ثاني أكبر جالية ألمانية خارج ألمانيا             |
| الأرجنتين        | 4,500,000           | 9,000               | انظر: الأرجنتينيون الألمان                       |
| كندا             | 3,322,405 (2016)    | 146,000             | انظر: الكنديون الألمان                           |
| جنوب أفريقيا     | 1,200,000 (2009)    | 17,000              | انظر: الأفريكانيون والألمان الجنوب أفريقيون      |
| أستراليا         | 1,026,138 (2021)    | 107,940             | انظر: الأستراليون الألمان                        |
| فرنسا            | 1,000,000 (2010)    | 130,000             | خاصة في الألزاس واللورين                         |
| تشيلي            | 1,000,000           | 8,515               | مستعمرات ألمانية تاريخية في فالديڤيا وأوسورنو    |
| سويسرا           | غير محدد            | 450,000             | انظر: السويسريون الألمان                         |
| روسيا            | 394,138 (2010)      | 142,000             | ألمان الفولغا، ألمان البحر الأسود، ألمان القوقاز |
| بوليفيا          | 375,000 (2014)      |                     | انظر: البوليفيون الألمان                         |
| هولندا           | 372,720 (2013)      | 79,470              | انظر: الهولنديون الألمان                         |
| إيطاليا          | 314,604 (2011)      | 35,000              | انظر: الإيطاليون الألمان                         |
| باراغواي         | 290,000 (2000)      |                     | انظر: الباراغويانيون الألمان                     |
| المملكة المتحدة  | 273,654 (2011)      | 92,000              | انظر: البريطانيون الألمان                        |
| أوروغواي         | 250,000 (2014)      | 6,000               | انظر: الأوروغويانيون الألمان                     |
| بيرو             | 240,000             |                     | انظر: البيروفيون الألمان                         |
| كازاخستان        | 178,409 (2009)      |                     | انظر: الكازاخ الألمان                            |
| المجر            | 131,951 (2011)      | 178,000             | انظر: المجريون الألمان                           |
| النمسا           | يعتمد على التعريف   | 170,475             | انظر: النمساويون الألمان                         |
| بولندا           | 148,000 (2011)      | 120,000             | انظر: البولنديون الألمان                         |
| إسبانيا          | 138,917 (2014)      | 112,000             | انظر: الإسبان الألمان                            |
| السويد           | 115,550 (2013)      | 20,000              | انظر: السويديون الألمان                          |
| إسرائيل          |                     | 100,000             | انظر: المستعمرات الألمانية في حيفا والقدس        |
| المكسيك          | 75,000 (2010)       |                     | انظر: المكسيكيون الألمان                         |
| بلجيكا           | 73,000 (2008)       | 29,324              | انظر: البلجيكيون الألمان                         |
| رومانيا          | حوالي 22,900 (2021) | 34,071              | انظر: الرومانيون الألمان                         |
| أوكرانيا         | 33,302 (2001)       |                     | ألمان البحر الأسود وألمان القرم                  |
| ناميبيا          | 30,000 (2013)       |                     | انظر: الناميبيون الألمان                         |
| الدومينيكان      | 25,000              | 1,792 (2012)        |                                                  |
| النرويج          | 25,000 (2012)       | 10,000              | انظر: النرويجيون الألمان                         |
| التشيك           | 18,772 (2011)       | 21,267              | انظر: الألمان التشيك والسوديت                    |
| البرتغال         | غير معروف           | 20,500 (2022)       | 400 ألماني حصلوا على الجنسية منذ 2008            |
| اليونان          |                     | 15,498              | انظر: اليونانيون الألمان                         |
| غيانا            | 13,000              | 15,000              | انظر: الغيانيون الألمان                          |
| الدنمارك         | 15,000              | 15,000              | انظر: ألمان شمال شليسفيغ                         |
| نيوزيلندا        | 12,810 (2013)       |                     | انظر: النيوزيلنديون الألمان                      |
| كوبا             | 12,387              |                     | انظر: الكوبيون الألمان                           |
| الهند            | ~11,000             |                     | انظر: الهنود الألمان                             |
| لوكسمبورغ        | يعتمد على التعريف   | 12,000              | انظر: اللوكسمبورغيون الألمان                     |
| أيرلندا          | 10,000 (2006)       | 11,305              | انظر: الأيرلنديون الألمان                        |
| بليز             | 10,865 (2010)       |                     | انظر: المينونايت في بليز                         |
| كوستاريكا        | 10,000              |                     | انظر: الكوستاريكيون الألمان                      |
| غواتيمالا        | غير معروف           | 7,000–10,000 (2010) | انظر: الغواتيماليون الألمان                      |
| سلوفاكيا         | 5,000–10,000        |                     | انظر: الألمان الكاربات وزيبسر                    |
| فنلندا           | 8,894 (2019)        | 4,102 (2018)        | انظر: الفنلنديون الألمان                         |
| قيرغيزستان       | 8,563 (2014)        |                     | انظر: القيرغيز الألمان                           |
| كوريا الجنوبية   |                     | 10,763 (2024)       | انظر: الكوريون الجنوبيون الألمان                 |
| الفلبين          | 6,400 (2000)        |                     | انظر: الفلبينيون الألمان                         |
| لاتفيا           | 4,975 (2014)        |                     | انظر: اللاتفيون الألمان                          |
| صربيا            | 4,064 (2011)        | 850 (2016)          | انظر: الصرب الألمان                              |
| أوزبكستان        | 3,945               |                     | انظر: الأوزبك الألمان                            |
| كرواتيا          | 2,965 (2011)        |                     | انظر: الكروات الألمان                            |
| ليتوانيا         | 2,418 (2011)        |                     | انظر: الليتوانيون الألمان                        |
| إستونيا          | 1,544 (2011)        |                     | انظر: الإستونيون الألمان                         |
| آيسلندا          | 842 (2013)          |                     | انظر: الآيسلنديون الألمان                        |
| الجبل الأسود     | 131                 | 752                 | انظر: المونتينيغريون الألمان                     |
| جامايكا          | غير معروف           | 300                 | انظر: الجامايكيون الألمان                        |
| ليختنشتاين       | يعتمد على التعريف   |                     | انظر: الألمان الليختنشتاينيون                    |
| نيكاراغوا        | غير معروف           |                     | انظر: النيكاراغويون الألمان                      |
| فنزويلا          |                     |                     | انظر: الفنزويليون الألمان                        |

## روابط خارجية
- الرابطة اليابانية الألمانية